# Laurian Tarris
Laurian Tarris, né le 15 juin 1993 à Perpignan, en France, est un joueur français de basket-ball. Il évolue au poste d'arrière et d'ailier.